# Olla Vogala
Olla Vogala is een Belgische muziekgroep die wereldmuziek serveert. De nummers zijn voornamelijk geïnspireerd door folk, jazz en klassiek.
De naam van de groep is ontleend aan een van de oudste bekende zinnetjes in het Oudnederlands: Hebban olla vogala.

## Muzikanten
- Wouter Vandenabeele: viool, algemene leiding
- Ludo Vandeau: zang
- Soetkin Baptist: zang
- Marc De Maeseneer: baritonsax
- Luc Vanden Bosch: drums, percussie
- Gijs Hollebosch: dobro, mandoline
- Luc De Gezelle: viool
- Stefaan Smagghe: viool
- Arne Van Dongen: contrabas
- Dirk Moelants: viola da gamba

gelegenheidsmuzikanten:
- Elias Bachoura: ud
- Issa Mbaye Diary Sow: viool (Senegal)

vroegere muzikanten:
- Anne Niepold: diatonische accordeon
- Koen Van Roy: alt- en baritonsax
- Djamel Berrezzeg: zang
- Bert Bernaerts: trompet
- Marakchi: darbuka, bendir
- Iep Fourrier: draailier

## Discografie
- Olla Vogala (live) (Map Records, 1998)
- Gnanomo  (Zoku-EMI, 1999)
- Fantoom (Zoku-EMI, 2001)
- Lijf (single) (Zoku-EMI, 2003)
- Siyabonga (Zoku-EMI, 2004)
- Marcel (Homerecords, 2008)
- Live in de Sint-Baafsabdij (Homerecords, 2013)